# 坦佩雷大学
坦佩雷大学（芬蘭語：Tampereen yliopisto，缩写为，或与坦佩雷应用科学大学一起称呼时为），是一所于2019年1月1日在芬兰坦佩雷成立的大学。该大学是由在2017年成立的坦佩雷高校基金会将原先的坦佩雷大学和坦佩雷理工大学合并而成。新的坦佩雷大学有两万多学生，为芬兰第二大的大学。2019年1月1日，前任的坦佩雷大学与坦佩雷理工大学合并成立新的坦佩雷大学。
以基金会来运作的坦佩雷大学拥有坦佩雷应用科学大学的87%的股份。两所大学一起组成芬兰第二大、学生人数超过三万的大学联盟。

## 组织结构

### 院系
新的坦佩雷大学有7个学院：
- 信息技术和通讯系（Faculty of Information Technology and Communication Sciences, ITC）
- 管理和商业系（Faculty of Management and Business, MAB）
- 教育和文化系（Faculty of Education and Culture, EDU）
- 医药和医疗技术系（Faculty of Medicine and Health Technology, MET）
- 建筑环境系（Faculty of Built Environment, BEN）
- 工程和自然科学系（Faculty of Engineering and Natural Sciences, ENS）
- 社会科学系（Faculty of Social Sciences, SOC）

### 其他单位
- 语言中心
- 图书馆
- 坦佩雷应用科学大学（芬蘭語：Tampereen ammattikorkeakoulu）（87%的股份）
- 师范学院